# Katie Findlay
Katie Findlay (Windsor, 28 de agosto de 1990) é uma atriz canadense, mais conhecida por seu papel como Rose Larsen na série americana The Killing. Atuou também como Maggie Landers no drama adolescente The Carrie Diaries e como Rebecca Sutter na série de televisão americana How to Get Away with Murder.

## Vida pessoal
Descendente de portugueses, chineses, ingleses e escoceses, Kate nasceu em Windsor, Ontário, no Canadá. Ela vivia na costa oeste, na cidade de Vancouver. Foi bailarina por doze anos até parar por causa de uma lesão e ter a oportunidade de ter "pés de pessoas normais". Ela gosta de história, cantar, histórias em quadrinho e das vantagens de ter sido bailarina na ioga. 

## Carreira
Com dois pilotos da CBC em seu currículo, Kate estreou como convidada na série Fringe da Fox. Ela também interpretou Emily no filme para televisão Tangled. Ela participou de várias séries de televisão, incluindo Endgame, Continuum e Stargate Universe. Entre 2011 e 2012, fez parte da série The Killing. Em 27 de fevereiro de 2012, Findlay foi escalada como a adolescente Maggie Landers na série dramática The Carrie Diaries, da rede The CW.. Em 2012, ela conseguiu o papel de Bonnie, no filme de ficção científica The Philosophers.

## Filmografia

### Filmes
| Ano  | Título                   | Personagem      | Notas          |
| ---- | ------------------------ | --------------- | -------------- |
| 2010 | Tangled                  | Emily           | Telefilme      |
| 2011 | Crash Site               | Frances Sanders |                |
| 2011 | An Instrument of Justice | A miss          | Curta-metragem |
| 2013 | The Philosophers         | Bonnie          |                |
| 2013 | Premature                | Gabrielle       |                |

### Séries
| Ano       | Título                      | Personagem       | Notas                                  |
| --------- | --------------------------- | ---------------- | -------------------------------------- |
| 2010      | Fringe                      | Jill Redmond     | Episódio "The Man from the Other Side" |
| 2010      | Psych                       | Minka            | Episódio "Shawn 2.0"                   |
| 2011-2012 | The Killing                 | Rosie Larsen     | 13 episódios                           |
| 2011      | Endgame                     | Maisie MacDonald | Episódio "The Other Side of Summer"    |
| 2011      | Stargate Universe           | Ellie            | 2 episódios                            |
| 2012      | Continuum                   | Lily Jones       | Episódio "A Test of Time"              |
| 2013-2014 | The Carrie Diaries          | Maggie Landers   | Elenco principal                       |
| 2014-2015 | How to Get Away With Murder | Rebecca Sutter   | Elenco Principal                       |